# Heliograph Lookout Complex
L'Heliograph Lookout Complex est un ensemble architectural américain comprenant une tour de guet du comté de Graham, en Arizona. Situé à 3 050 mètres d'altitude dans les montagnes Pinaleño, cet ensemble est protégé au sein de la forêt nationale de Coronado et est par ailleurs inscrit au Registre national des lieux historiques depuis le 28 janvier 1988. Érigée en 1933 par le Civilian Conservation Corps, la tour de guet est haute d'environ 30,5 mètres.